# Mansyur Subhawannur
Mansyur Subhawannur, znany jako Mansyur S (ur. 30 listopada 1948 w Dżakarcie) – indonezyjski piosenkarz, wykonawca muzyki dangdut.
Popularność zyskał za sprawą albumu Pesan Perpisahan (1969), który stał się początkiem jego kariery muzycznej. Jego całkowity dorobek obejmuje 16 albumów, wśród których są m.in.: Zubaedah (1989), Gadis Atau Janda (1991, duet z Elvy Sukaesih), Kertas dan Api (1991).